# Західний Азербайджан
За́хідний Азербайджа́н (перс. آذربایجان غربی Âzarbâyjân-e Qarbi, азерб. Qərbi Azərbaycan, курд. Azerbaycanî Rojawa) — остан (провінція) на заході Ірану. Одна з чотирьох провінцій Іранського Азербайджану. Утворена у 1950 році шляхом розділення провінції Азербайджан на західну та східну частину. Основне населення — азербайджанці та курди.
Займає площу 37 437 км² (включаючи озеро Урмія). У 2005 році в провінції проживало близько 2 949 426 осіб. Столиця провінції — місто Урмія. Серед великих міст провінції виділяється також місто Мехабад, що вважається неофіційною столицею Іранського Курдистану.

## Адміністративний поділ
Поділяється на 17 шахрестанів:
- Урмія
- Ошнавіє
- Букан
- Піраншахр
- Такаб
- Хой
- Чалдеран
- Чайпаре
- Шот
- Полдешт
- Сердешт
- Сальмас
- Шахіндеж
- Маку
- Махабад
- Міяндуаб
- Некеде